# 野村飛鳥
野村 飛鳥（のむら あすか、1996年10月14日 - ）は、キリンプロ大阪オフィスに所属していた日本の元子役。同じ事務所に所属していた野村純花とは双子の姉妹である。

## モデル活動

### スチール
- 小学一年生 入学直前号（小学館、2003年）

### スチール以外のモデル活動
- ECCアーティスト専門学校梅田校[注釈 1] 七五三着付モデル（学校法人山口学園、2003年・2004年）

## 出演

### 舞台
- ソラリスの謎 - ハチ 役

### CM
- 小僧寿しチェーン クリスマスフェア篇

### テレビ番組
- あっぱれ!!さんま大教授（フジテレビ）

### テレビドラマ
- 芋たこなんきん（NHK大阪放送局）